# Olga Dvirna
Olga Dvirna (* 11. února 1953) je bývalá sovětská atletka, běžkyně, mistryně Evropy v běhu na 1500 metrů z roku 1982.
Nejúspěšnější sezónou pro ni byl rok 1982 - 27. července v Kyjevě zaběhla svůj nejlepší výkon na 1500 metrů 3:54,23 a na následně se v Athénách stala mistryní Evropy na této trati.